# Blennodia pterosperma
Blennodia pterosperma là một loài thực vật có hoa trong họ Cải. Loài này được (J.M.Black) J.M.Black mô tả khoa học đầu tiên năm 1924.